# Artemisa de Gabios
La Artemisa de Gabios es la escultura de una mujer cubierta con un quitón drapeado, que representa probablemente a la diosa Artemisa y que se atribuye tradicionalmente al escultor Praxíteles. Hallada en la antigua localidad de Gabios, formó parte de la colección de la familia Borghese. Actualmente se conserva en el museo del Louvre con el número de inventario Ma 529.

## Historia
La estatua fue descubierta en 1792 por Gavin Hamilton en la propiedad del príncipe Borghese en Gabios, cerca de Roma, e inmediatamente se incorporó a sus colecciones. En 1807, el príncipe se vio obligado a venderla a Napoleón a causa de sus dificultades financieras, y la escultura fue expuesta en el museo del Louvre desde 1820.
La Artemisa de Gabios se hizo muy popular en el siglo XIX. En el Ateneo de Londres se instaló una reproducción en escayola, en el Cour Carrée del Palacio del Louvre se emplazó un modelo en mármol junto a otras copias de la antigüedad, y otra réplica en fundición se ubicó en una fuente de la villa de Grancey-le-Château-Neuvelle, en el departamento de Côte-d'Or. Asimismo, se comercializaron diversas copias destinadas a los admiradores del original, realizadas a menor escala con barro cocido o porcelana.

## Descripción

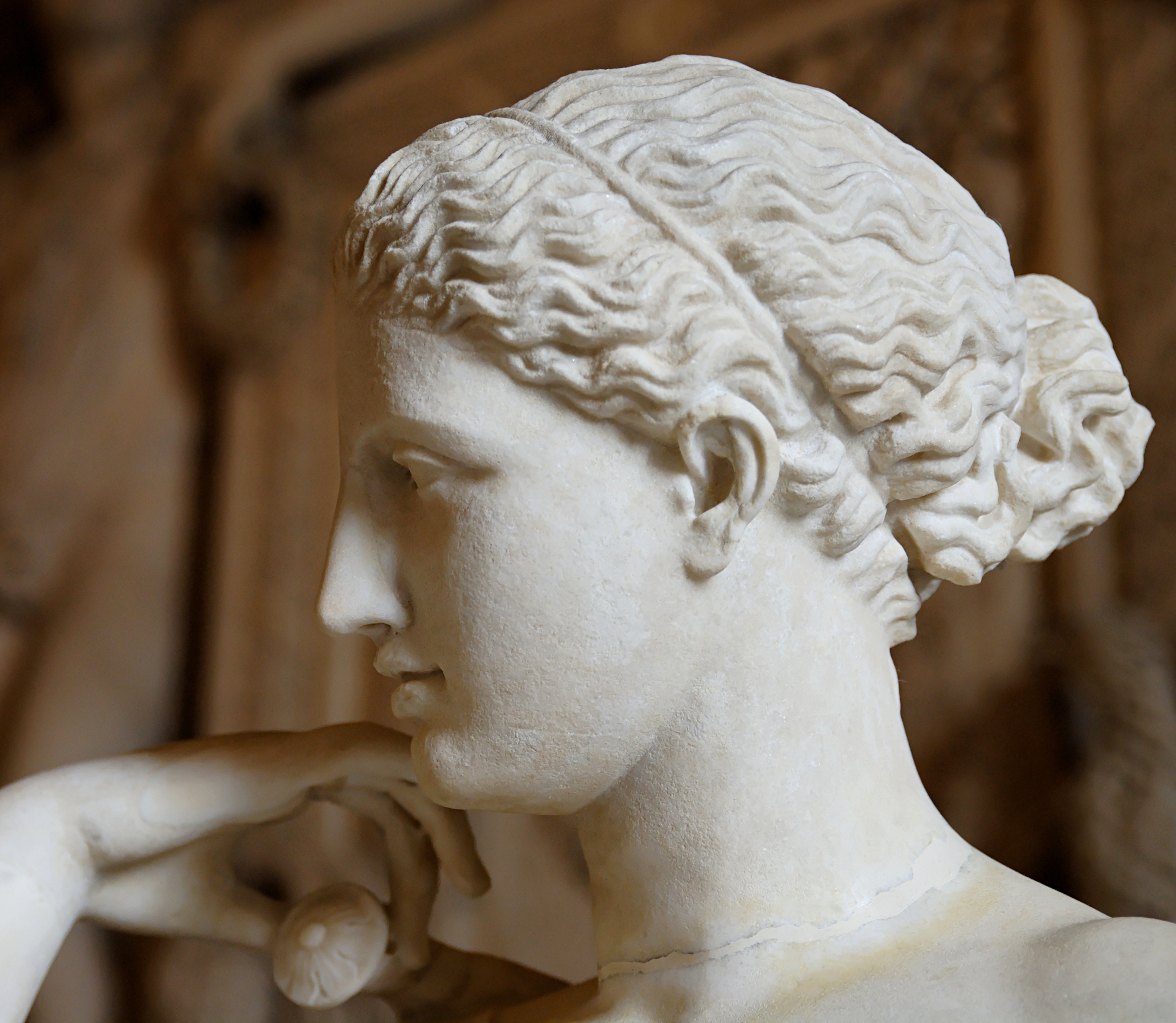
Detalle del rostro de la Artemisa de Gabios

La escultura representa a una mujer joven situada de pie, que viste un ropaje drapeado y está esculpida a tamaño real. Todo el peso de su cuerpo descansa sobre la pierna derecha, sujetada por un tronco de árbol, mientras que la pierna izquierda permanece libre. El pie izquierdo está echado hacia atrás y el talón se eleva ligeramente, con la punta del pie girada hacia el exterior.
La deidad representada se identifica habitualmente con Artemisa, la diosa casta de la caza y de la naturaleza salvaje, basándose únicamente en su vestimenta, aunque otra hipótesis minoritaria considera la estatua como una representación de Ifigenia. En efecto, la joven viste un quitón corto con amplias mangas, típico de la diosa cazadora. La túnica está anudada con dos cinturones: uno visible al nivel de la cintura y el otro, oculto, permite doblar una parte del ropaje y por tanto acortar el quitón y descubrir las rodillas. Artemisa hace el gesto de abrocharse el manto: la mano derecha sostiene una fíbula y recoge un faldón de la ropa sobre su hombro derecho, mientras que la mano izquierda levanta el otro faldón a la altura del pecho. El movimiento hace deslizar el cuello del quitón, mostrando el hombro izquierdo desnudo.
La cabeza está ligeramente girada hacia la derecha, aunque la diosa en realidad no observa lo que está haciendo sino que mira al vacío, un gesto habitual en las estatuas del segundo clasicismo. Los cabellos ondulados están recogidos en la parte posterior de la cabeza con una cinta atada en lo alto de la nuca. Sus extremos están unidos formando una especie de moño sujetado por una segunda cinta invisible.

## Atribución

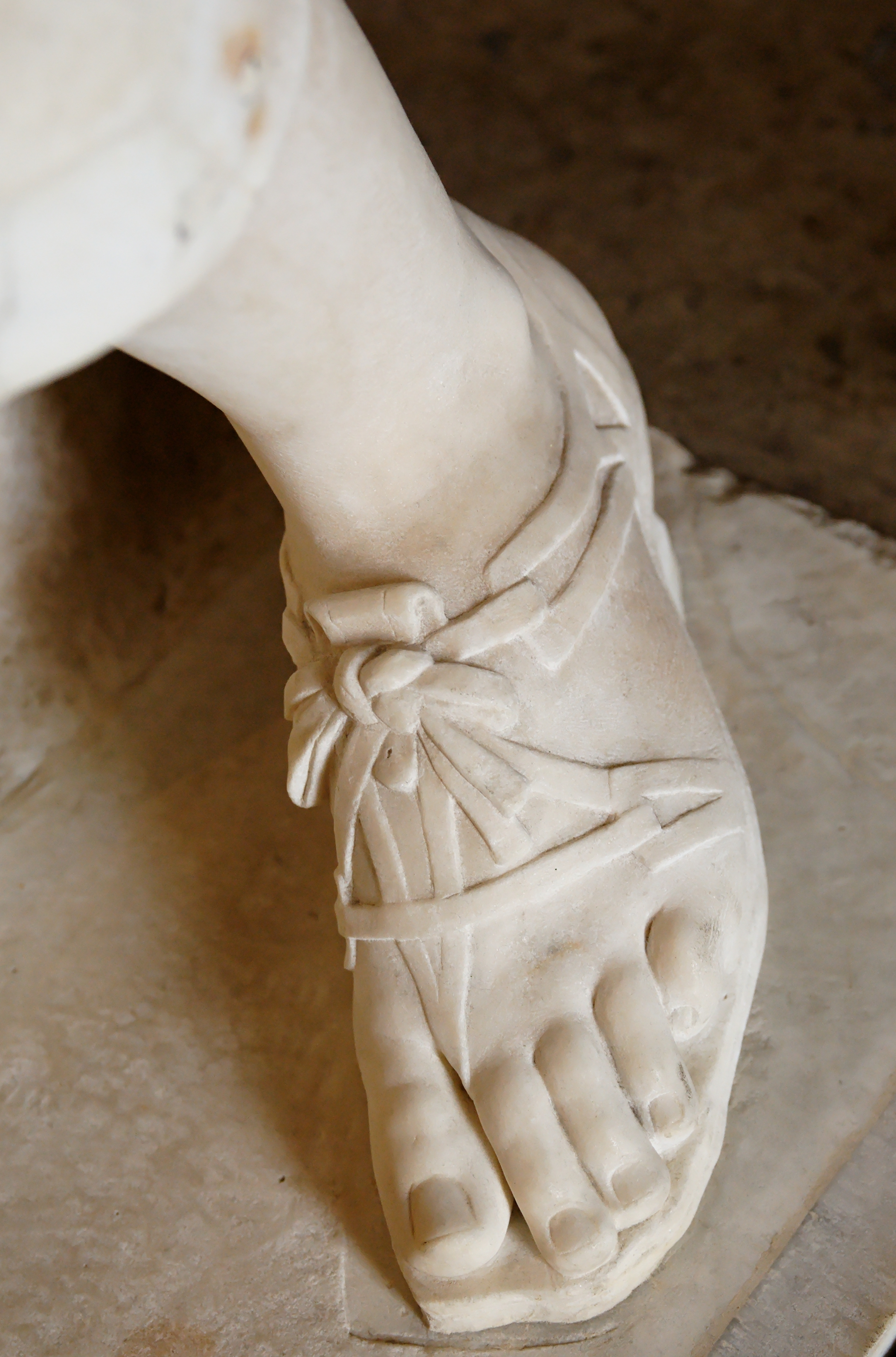
Detalle de la sandalia del pie izquierdo.

Según Pausanias, Praxíteles fue el autor de la efigie de la Artemisa Brauronia de la acrópolis de Atenas. En efecto, los inventarios del templo, datados de 346-347 a. C., mencionan entre otros una «estatua erigida» en el lugar y describen a la diosa envuelta en un chitoniskos. Se sabe además que el culto de Artemisa Brauronia incluía la consagración de las ropas ofrecidas por las mujeres.
La obra fue conocida durante mucho tiempo como la Diana de Gabios, en la cual la diosa se mostraría aceptando el regalo de sus fieles. Se ha destacado también el parecido de la cabeza con la de la Afrodita de Cnido y la del Apolo Sauróctono. Sin embargo, la identificación ha sido puesta en duda a diversos niveles. En primer lugar, se ha demostrado que los inventarios descubiertos en Atenas son copias de los del santuario de Braurón. Por lo tanto, no es cierto que el culto ateniense comprendiera también la ofrenda de vestimentas. Además, el quitón corto sería anacrónico en el siglo IV a. C. Con base en ello, la estatua sería más bien de la época helenística. Finalmente, una hipótesis más reciente reconoce a la Artemisa Brauronia en una cabeza del Museo del Ágora de Atenas, llamada la cabeza Despinis.
Por estos motivos la Diana de Gabios, caracterizada por su gran calidad, se inscribe bien dentro del considerado habitualmente como el estilo praxiteliano, lo cual ha llevado a algunos especialistas a incluir a la estatua entre las obras del maestro o de sus discípulos.